# Paul Lloyd, Jr.
Paul Lloyd, Jr. (født 3. marts 1981) er en amerikansk wrestler, som oprindeligt kommer fra Sydafrika, og som går under ringnavnet Justin Gabriel og Justin Angle. Han wrestler lige nu i WWE NXT. Paul Lloyd, Jr. er 185 cm og vejer 102 kg. Han har udført afslutninger splash, som er en af de mest tekniske afslutninger inden for wrestling sporten.